# Национални етнографски музеј у Кроји
Национални етнографски музеј у Кроји је институција културе, основана 1989. године, у старој албанској кући унутар зидина Дворца Кроје у Албанији. Као један од најбољих етнографских музеја у Албанији, основана је са циљем да чува, проучава и излаже — хронолошки или тематски — збирке старина, народне радиности, уметнине, природњачке, техничке и сл. предмете.

## Положај и размештај
Национални етнографски музеј у Кроји налази се у традиционалној оријенталној кући у комплексу Дворца Кроја, испод музеја Скандербег, у оригиналној отоманској кући из 18. века, изграђеној 1764. године. Кућа је припадала имућној породици Топтани (или породица Топија пре исламизације) која је у то време владала Кројом. Породица Топтани' једна од најстаријих албанских феудалних породица и једна од неколико које су преузеле контролу над делом територије Српског царства цара Душана после смрти цара Душана и распада његовог царства 1355. године.
Кућа у којој је смештен Музеј изграђена је унутар утврђеног дворишта, дворца Кроја непосредно уз Скендербегов музеј, у белој спратној грађевини. Зграда је засветљена дрворезбареним прозорима свих величина, и поседује укупно 15 соба које говоре о породичном животу у граду Кроје. Карактеристично за ову кућу су ниска врата која су присиљавала људе да спусте главу као знак поштовања према укућанима.

## Историја зграде музеја
Од почетка 1800-их, када се породица Топтанци преселили у Тирану и постали господари централне Албаније, кућа је постала власништво породице из Кроје са презименом Калаја (Зејнел ефендија Калаја), која је сачувала кућу и имање све док 1950-тих година, албанска држава није експроприисала ову имовину.
Данашља зграда Музеј, који је првобитно био харемллек (приватни стан), проглашен је за културно добро и 1959. године је у целости обновљена по нацртима професора Емина Ризе. У њој је 20. новембар 1989. године основан Национални етнографски музеј у Кроји.

## Музејска поставка
Изложба почиње у радном делу дворишта куће, у којој се налазе столетна пећнице, пчелиње кошнице од камена, кућице за псе и пилиће и многе други традиционални алатаи предмети једног домаћинства. Изложени предмети у музеју су у 90% случајева оригинални и највећим делом још увек функционални. Старост ових предмета варира од 60-70 до 500 година
У Музеју не само да је приказан ниво луксуза једне породице, већ је приказана и богата етнографска збирка, сакупљена у многим албанским породичним кућама, самосталност домаћинства које се одржавало производећи властиту храну, пиће, кожу и оружје. Зидови куће обложени су фрескама из 1764. године, резбареном столаријом, а просторије опремљене живописно осликаним намештајем и мини турским купатилом (хамамом). Кућа је имала и воденицу.
- Преса за маслине
- Кућна радионица
- Радионица

### Приземље
У приземљу зграде изложени су традиционални пољопривредни алати, некада коришћени у старим занатима за обраду коже, вуне или других материјала или су коришћени у традиционалном узгоју маслина и цеђењу маслиновог уља.

### Спрат
Спрат зграде посвећен је породичном животу и засигурно је један од најфасцинантнијих делова музеја, јер се састоји од соба за мушкарце и за жене, собе за госте, кухиње и хамам. Завршава се малом собом у којој су изложени врхунски традиционални костими из целе Албаније.
Женска соба
Женска соба или младеначка соба укључује оно што Албанци називају пиџом, са колекцијом посебно израђених предмета које млада жена спремају и чувају за свој будући брак — често укључујући прекриваче, стољњаке, украсне и друге сличне предмете.
Мушка соба
Мушка соба има потпуно другачију атмосферу јер је украшена мачевима и пушкама. Жене су проматрале активности мушкараца у мушкој соби кроз мале прозоре како би се увериле да им не недостаје хране и пића, и само им је било допуштено да уђу у ову собу да би их послужили.
- Девојачка соба
- Дневни боравак
- Мушка соба

Спаваћа соба
У великој спаваћој соби изложена је одећа католичке и муслиманске традиције коју су користе староседеооци у Кроје и досељеници.
Породична (дневна) соба
Породична соба је једна од већих просторија у којој је могла да стане цела породица. Дневна соба демонстрира традицију гостопримства, као и њихову традиционалну улогу уз понизно послуживања главе домаћинства У то време мушкарцима и женама није било дозвољено да у тој просторији бораве заједно.
У дневној соби је и кутак у којем су деца боравила играла се и обедовала, како не би ометала одраслима за софром за јело.
Кухиња
Просторија за кување, која је аутентичног изгледа са димњаком, има своје особитости као ложишта тако и посуђа. Посуђе је керамичко, дрвено или бакарно, а ложиште за кување и димњак је у облику великог аспиратора.
Хамам
Ово је била једна од ретких кућа у Албанији која је унутар зграде имала парно купатило (хамам). Била у облику куполе, са Опремом за масажу која се обављала у окружењу са топлом паром.
- Спаваћа соба
- Кухиња
- Хамам

## Информације за туристе
Радно време
- Лети: од маја до окробра, сваки дан од 09:00 — 19:00 часова
- Зими: од октобра до маја, сваки дан од 09:00 до 14:00 и од 16:00 до 19:00, недељом од 09:00 до 19:00 часова

Водичи
Национални музеј у Кроји поседује водиче на албанском и енглеском језику.
Цена улазнице
Улазница за музеј стаје 300 лека, око 2,5 еврa.